# عین شقاق
عین شقاق (به عربی: عین شقاق) یک منطقهٔ مسکونی در سوریه است که در شهرستان جبله واقع شده‌است.

## خصوصیات
عین شقاق ۴٬۱۲۵ نفر جمعیت دارد.